# ProjectTogether
ProjectTogether ist eine gemeinnützige Organisation mit dem Ziel, gesellschaftliche Transformation voranzutreiben. Dazu entwickelt ProjectTogether missionsorientierte Prozesse und bündelt die Aktivitäten einer Vielzahl von Beteiligten.
Akteure aus Zivilgesellschaft, Staat, Wirtschaft, Wissenschaft und weiteren gesellschaftlichen Bereichen schließen sich dabei in neuen Kooperationen zusammen und entwickeln Soziale Innovationen. Zu den Themenkomplexen, die ProjectTogether in „Missionen“ bisher angegangen ist, zählen die Folgen der Corona-Pandemie, die Reform der öffentlichen Verwaltung, die nachhaltige Neugestaltung des Agrar- und Ernährungssektors, der Umgang mit Ressourcen im Sinne einer Kreislaufwirtschaft, die Verbesserung von Zuwanderung und Integration sowie der Fachkräftemangel in Berufen von hoher Relevanz zur Erreichung der Klimaziele.
ProjectTogether hat in diesen Missionen neue Instrumente und Methoden für eine gesamtgesellschaftliche Zusammenarbeit erprobt, darunter Open Social Innovation. Seit der Gründung 2015 hat ProjectTogether über 2.000 Initiativen begleitet und unterstützt. Mehrere Zehntausend Bürger, über 60 Kommunen, elf Landesregierungen und mehrere Bundesministerien und eine Vielzahl von Unternehmen sowie Stiftungen und NGOs waren in von ProjectTogether initiierten Prozessen eingebunden. Im Januar 2023 zeichnete die mit dem World Economic Forum (WEF) verbundene Schwab Foundation ProjectTogether als „Social Innovator of the Year“ in der erstmals vergebenen Kategorie „Collective Social Innovation“ aus.
ProjectTogether ist Mitglied im Social Entrepreneurship Netzwerk Deutschland. und im Bundesverband nachhaltige Wirtschaft e.V.

## Geschichte und Finanzierung
Gründung und erste Jahre als Social-Accelerator-Plattform
2012 startete Philipp von der Wippel als Austauschschüler in Großbritannien eine Initiative zur Unterstützung der Betroffenen im Syrischen Bürgerkrieg. Nachdem die Kampagne landesweite Medienaufmerksamkeit erzielte, gründete er anschließend gemeinsam mit Michael Heider und Maximilian Schlereth die Initiative ProjectTogether, um junge Menschen zu fördern, ebenfalls ähnliche Projekte zu gründen. Der Fokus des ehrenamtlich arbeitenden Teams lag zunächst auf Coaching, Mentoring und weiteren Angeboten für soziale Initiativen junger Menschen.
Bis 2020 wurden so über 1.000 soziale Initiativen und social Startups gefördert. Zu den in dieser Zeit geförderten Projekten gehören die Initiative #FreeInterrail, das Centre for Feminist Foreign Policy, die Vereine AIAS – Studierende gegen Blutkrebs und welobby, sowie die App Integreat.
2015 erfolgte die Gründung als gemeinnütziges Unternehmen. Finanzierungen in den ersten Jahren kamen maßgeblich von der BMW-Stiftung Herbert Quandt BMW Foundation, der Schöpflin Stiftung und der Robert Bosch Stiftung.
Missionsorientierung und paralleles Testen zahlreicher Ansätze – #StartupNextDoor, #Europawahl19, ActOnPlastic
2018 brachte ProjectTogether bei #StartUpNextDoor erstmals eine größere Zahl von Initiativen zur Lösungsentwicklung in einem Themenbereich zusammen, hier zur „Zukunft des urbanen Lebens“. Die Idee hinter dem parallelen Testen zahlreicher Lösungsansätze war es, frühzeitig festzustellen, welche Ansätze funktionieren und skaliert werden sollten.
Dieser Ansatz wurde 2019 bei der Climate Action Challenge weiter erprobt: 100 Initiatoren erhielten sechs Monate lang bedarfsgerechte Unterstützung bei der Entwicklung von Strategien für eine klimafreundliche Zukunft. Ebenfalls 2019 setzte ProjectTogether eine auf das junge Wählersegment fokussierte Kampagne im Vorfeld der Europawahl um, ein Programm zur Mobilisierung junger Wähler, gemeinsam mit Prominenten wie Luisa Neubauer, Lucas Reiber und Jan Hofer,
Im selben Jahr mobilisierte ProjectTogether bei der ActOnPlastic Challenge Initiatoren zum Thema Plastikmüllvermeidung. Das zusammen mit soulbottles und der Röchling Stiftung geschaffene Programm soulincubator förderte bis 2021 in mehreren Phasen besonders vielversprechende Ansätze von ActOnPlastic. Zu diesen gehörte das später vom Bundesumweltministerium geförderte Bioökonomie–Startup Traceless, dessen Gründerinnen, Anne Lamp und Johanna Baare, sich bei einer ActOnPlastic-Veranstaltung kennengelernt hatten. 2019 stieg Henrike Schlottmann in die Geschäftsführung von ProjectTogether ein, nachdem sie vorher für die Organisation bereits ehrenamtlich tätig gewesen war.
Open Social Innovation – #WirVsVirus, Farm-Food-Climate, Wirkung hoch 100
2020 gehörte ProjectTogether zu den Initiatoren des weltgrößten Hackathons WirVsVirus der Bundesregierung für Projekte gegen die Auswirkungen der COVID-19-Pandemie. Unter der Schirmherrschaft des Bundeskanzleramts trafen Ende März über 28.000 Menschen – insbesondere Engagierte aus der digitalen Zivilgesellschaft und Experten aus der Verwaltung – digital zusammen und arbeiteten gemeinsam an rund 1.500 Lösungen für die Herausforderungen durch die Corona-Pandemie.
Im anschließenden sechsmonatigen #WirVsVirus-Umsetzungsprogramm wurden Teams von zunächst 130, dann rund 150 Projekten bei der Weiterentwicklung und Umsetzung ihrer Ansätze begleitet. Zu diesen Projekten gehörte die App Gewaltfrei in die Zukunft für Betroffene von häuslicher Gewalt, die kostenlose digitale Bildungsplattform Lern-Fair und das zur Eindämmung von Desinformation geschaffene Web-Angebot Facts for Friends. Viele Projekte im Themenfeld Gesundheit schlossen sich im Innovationsverbund Öffentliche Gesundheit zusammen. Das Prozessdesign des #WirVsVirus-Umsetzungsprogramm wurde als Open Social Innovation bezeichnet. Maßgeblich für die Konzeptualisierung des Programms waren die Erkenntnisse der #WirVsVirus-Begleitforschung in Echtzeit unter der Leitung von Johanna Mair und Thomas Gegenhuber. 2020 startete ProjectTogether die Mission Farm-Food-Climate, eine Plattform für die kollektive Gestaltung des Agrar- und Ernährungssektors – und übernahm als Kooperationspartner das Umsetzungsprogramm von Wirkung hoch 100, der Jubiläumsinitiative zum hundertjährigen Bestehen des Stifterverbands für die Deutsche Wissenschaft. 2020 erhielt ProjectTogether eine mehrjährige philanthropische Finanzierung von vier Non- und For-Profit-Förderpartnern und schuf einen Beirat, der die Aktivitäten der Organisation seitdem strategisch begleitet.

## Ziele und Ansatz
ProjectTogether hat das Ziel, gesellschaftliche Transformation voranzutreiben. Die Organisation spricht sich aufgrund der zunehmenden Komplexität gesellschaftlicher Herausforderungen dafür aus, diese nicht alleine mit „traditionellen Lösungsstrategien“ anzugehen, sondern der Zivilgesellschaft eine größere Rolle beizumessen. Dazu möchte die Organisation im „bottom-up“-Ansatz eine Vielzahl neuer Lösungsansätze im Kleinen testen und individuelle Förderung für die erfolgsversprechendsten Ansätze bieten.
ProjectTogether identifiziert gesellschaftliche Herausforderungen mit Bedarf für neue Lösungen und startet dazu thematische Förderprogramme („Missionen“), gemeinsam mit einer Allianz an Akteuren aus Stiftungen, NGOs, Unternehmen und öffentlichem Sektor.
Anschließend führt ProjectTogether eine Öffentlichkeitskampagne durch, um auf das Problem aufmerksam zu machen und junge Gründer mit passenden Lösungsansätzen zu suchen. In jeder „Mission“ werden ca. 100 Initiatoren gefördert und durch paralleles Testen validiert.
Die geförderten Gründer werden über eine digitale Plattform gefördert, über die Zugang zu Expertise von über 500 Coaches und Mentoren besteht und Webinare, Ressourcen sowie Unterstützung durch weitere Förderpartner und Geldgeber angeboten werden.
Im Februar 2021 initiierte ProjectTogether das Digitalprojekt UpdateDeutschland, das von der Bundesregierung unterstützt wird.

## Rezeption
Das Bundeswirtschaftsministerium bezeichnet ProjectTogether als „tollen Erfolg für engagiertes und verantwortungsvolles Unternehmertum. Das Konzept zeigt, dass Unternehmergeist und gesellschaftliches Engagement sehr gut Hand in Hand gehen können.“

## Auszeichnungen
- 2013: startsocial-Stipendat[44]
- 2016: Gewinner der Google Impact Challenge Deutschland[45]
- 2016: Oxford University Vice Chancellor’s Social Impact Award[46]
- 2017: Helden der Heimat Award Oberfranken[47]
- 2017: Cusanus-Preis[48]
- 2018: Helden der Heimat Award Friesland[49]
- 2018: Europäischer Unternehmensförderpreis[50]